# ديفيد أندرسون (لاعب هوكي الجليد)
ديفيد أندرسون هو لاعب هوكي الجليد كندي، ولد في 30 يوليو 1962 في فانكوفر في كندا.

## وصلات خارجية
- ديفيد أندرسون على موقع EliteProspects.com (الإنجليزية)
- ديفيد أندرسون على موقع HockeyDB.com (الإنجليزية)